# Фішинг-Крік Тауншип (округ Колумбія, Пенсільванія)
Фішинг-Крік Тауншип (англ. Fishing Creek Township) — селище (англ. township) в США, в окрузі Колумбія штату Пенсільванія. Населення — 1523 особи (2020).

## Демографія
Згідно з переписом 2010 року, у селищі мешкало 1416 осіб у 591 домогосподарстві у складі 432 родин. Було 702 помешкання
Расовий склад населення:
| - 98,9 % — білих - 0,2 % — азіатів - 0,1 % — корінних американців - 0,1 % — чорних або афроамериканців |

До двох чи більше рас належало 0,6 %. Частка іспаномовних становила 0,3 % від усіх жителів.
За віковим діапазоном населення розподілялося таким чином: 18,4 % — особи молодші 18 років, 64,0 % — особи у віці 18—64 років, 17,6 % — особи у віці 65 років та старші. Медіана віку мешканця становила 48,2 року. На 100 осіб жіночої статі у селищі припадало 102,3 чоловіків;  на 100 жінок у віці від 18 років та старших — 103,5 чоловіків також старших 18 років.
Середній дохід на одне домашнє господарство  становив 66 213 долари США (медіана — 54 650), а середній дохід на одну сім'ю — 71 426 доларів (медіана — 58 487). Медіана доходів становила 42 212 долари для чоловіків та 30 357 доларів для жінок. За межею бідності перебувало 5,3 % осіб, у тому числі 1,0 % дітей у віці до 18 років та 6,8 % осіб у віці 65 років та старших.
Цивільне працевлаштоване населення становило 716 осіб. Основні галузі зайнятості: освіта, охорона здоров'я та соціальна допомога — 24,3 %, виробництво — 20,5 %, транспорт — 8,8 %, будівництво — 8,5 %.